# Forward (canção de Beyoncé)
Forward é uma canção gravada pela cantora norte-americana Beyoncé para seu sexto álbum de estúdio, Lemonade (2016). Foi escrito por James Blake e Beyoncé, que também é destaque na música. O videoclipe da música é parte de um filme de uma hora com o mesmo título de seu álbum principal, originalmente exibido na HBO.

## Composição
A música foi escrita por James Blake, que também é o produtor e artista de destaque, com colaboração adicional de Beyoncé. Em uma entrevista para o The Guardian, ele revelou que Beyoncé havia trazido sua filha de quatro anos, Blue Ivy, para ouvi-lo trabalhar. Toda vez que Blake cantava o gancho da música, Blue Ivy cantava: "Forward!" "É assim que você sabe que é cativante", disse Beyoncé. A canção foi gravada no Conway Studios em Los Angeles, Califórnia . A instrumentalização consiste em voz e piano, interpretado por Blake.

## Desempenho nas tabelas musicais

### Posições
| Tabela musical (2016)                                  | Melhor posição |
| ------------------------------------------------------ | -------------- |
| Austrália Urban Singles[carece de fontes?]             | 20             |
| Escócia (The Official Charts Company)                  | 91             |
| Estados Unidos (Billboard Hot 100)                     | 63             |
| Estados Unidos (Top R&B/Hip-Hop Songs)                 | 30             |
| França (Syndicat National de l'Édition Phonographique) | 150            |
| Reino Unido (UK Singles Chart)                         | 85             |
| Reino Unido (UK R&B Singles Chart)                     | 32             |